# Extaze. Een boek van geluk
Extaze. Een boek van geluk is een roman van Louis Couperus die voor het eerst in 1892 verscheen, de eerste boekuitgave bij wat zijn vaste uitgever zou worden.

## Geschiedenis
In een brief van 22 juli 1890 schreef Couperus aan Frans Netscher dat hij zou beginnen aan een grote roman die de titel Extaze zou gaan krijgen. Het duurde echter nog een hele tijd voordat de roman geschreven was; Couperus beëindigde het schrijven van de roman in oktober 1891 te Hilversum waar hij zich met zijn vrouw na hun huwelijk op 9 september en de huwelijksreis gevestigd had. Volgens biograaf Henri van Booven had de roman de schrijver heel wat hoofdbrekens gekost en was opbouw en structuur nogal veranderd tijdens het schrijfproces.

### Uitgave
De roman verscheen eerst in het tijdschrift De Gids, in het januarinummer van 1892. Na die publicatie nam Couperus contact op met L.J. Veen, de uitgever die hem eerder had benaderd om de roman Noodlot uit te geven, maar Couperus had die uitgave aan een ander gegund. Na enig heen-en-weergeschrijf tussen Couperus en Veen werden ze het eens over het honorarium van fl. 550,- voor de eerste druk, en fl. 300,- voor elke herdruk. Het werd zodoende het eerste boek van Couperus dat door Veen werd uitgegeven en het begin van een samenwerking die meer dan 25 jaar zou duren.

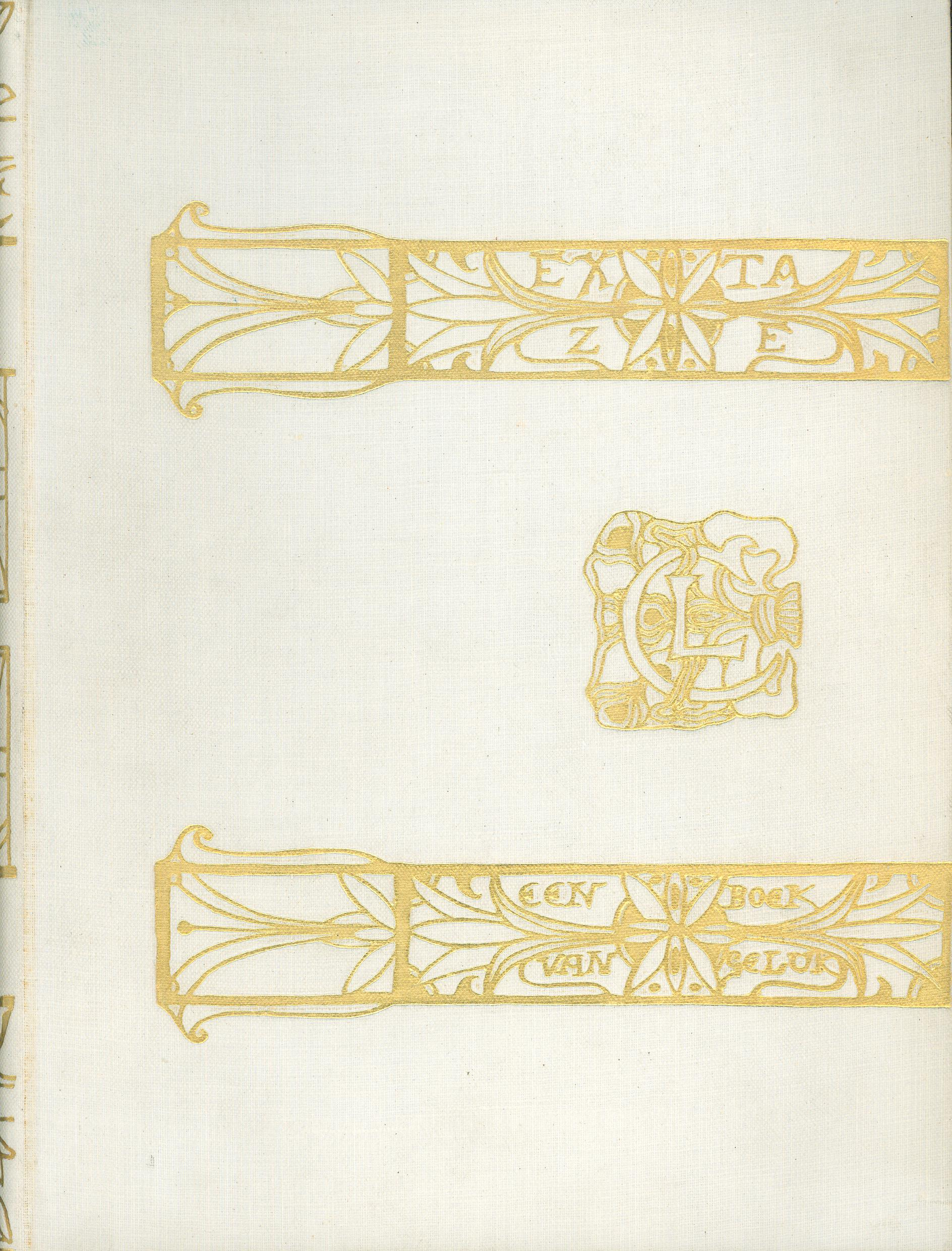
Boekband R.N. Roland Holst, tweede of vierde druk

De eerste druk verscheen in een blauwlinnen omslag met een zilveren ster en wolken, een omslag dat later door Veen ook gebruikt werd voor uitgaven van Een lent van vaerzen en Eene illuzie; de band is mogelijk ontworpen door Pieter de Josselin de Jong en gebaseerd op ideeën die Couperus zelf aan zijn uitgever had gestuurd. Een eerder ontwerp van Jan Veth had de schrijver niet kunnen bekoren.

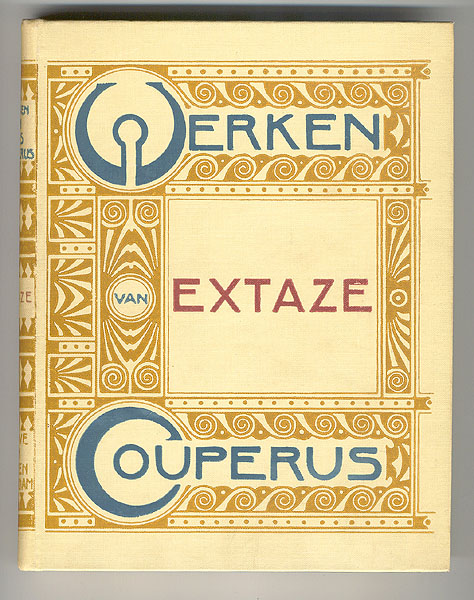
Band van de derde druk van Extaze (1905) door Berlage

Het boek werd een succes en al vrij snel werd een herdruk gepland. Voor het bandontwerp voor die tweede druk werd door Veen R.N. Roland Holst benaderd. Deze tekende de band die gebruikt werd voor de tweede en de vierde druk. De tweede druk verscheen in twee uitvoeringen. De linnen editie heeft op voor- en achterplat gouden versieringen die de sluiting van een album voorstellen, met het monogram LC. Voor de ingenaaide editie werd een lithografie met bloemmotieven gebruikt. Beide ontwerpen van Roland Holst werden ook voor de vierde druk gebruikt.
Dit werk verscheen al vroeg in het Engels (1892), in een vertaling van Alexander Teixeira de Mattos en John Gray, en in het Duits (1894), in een vertaling van Freia Norden.

### Ontvangst
Al meteen na de voorpublicatie in De Gids werd er positief op de roman gereageerd, en ook in de jaren daarna verschenen diverse recensies. De Vlaamse schrijver Emmanuel de Bom schreef zeer lovend naar Couperus, die daar vriendelijk op reageerde. Het meest positief, en ook zeer uitgebreid reageerde echter Lodewijk van Deyssel, ook al was dat pas in 1895: 
Naar mijne meening is het werk 'Extaze' zeer superieur aan de vorige werken van den Heer Couperus, 'Eline Vere' en 'Noodlot'. Telkens wendt en wendt zich zijne konceptie en schriftuur en nooit kan men zeggen wat er den volgenden keer komen zal. Want wat ook na 'Noodlot', dat minder goed was dan 'Eline Vere', te verwachten ware, - zéker niet, dat de schrijver van de Observatie met éen ruk tot de Sensatie stijgen en van charmant zou worden subliem.
Er waren ook minder positieve geluiden. Zo vertrok Gids-redacteur Willem van der Vlugt na deze publicatie en na enkele andere publicaties die hem niet zinden uit de redactie van het tijdschrift en oordeelde Jan Mathijs Brans (1853-1940) vernietigend over het boek. Hij stelde in zijn bespreking "De titel van het werk moet niet luiden: Extaze, een boek van geluk, maar Zelfbevlekking, een boek des onheils." Ook Flanor-Vlugmaren, pseudoniem voor Carel Vosmaer was negatief over het boek.

## Samenvatting van de inhoud van het boek
Cecile van Even, moeder van twee zoontjes, is anderhalf jaar geleden weduwe geworden. Haar overleden echtgenoot was minister, haar zwager is lid van de Tweede Kamer. Cecile brengt haar dagen door met de zorg voor de kinderen, het schrijven van brieven naar haar zuster in Indië en vooral met veel dromen en weemoed.
Als Cecile een bezoek brengt aan haar andere zuster Amélie en haar zwager Dolf, die twee dochters en een zoon Jules hebben, ontmoet zij Taco Quaerts. Jules is 14 jaar en dweept met Quaerts, die hem paardrijles geeft. Later in het verhaal blijkt Jules zelfs liefde voor Quaerts te voelen. Hij helpt Quaerts zijn kamer op te sieren en geeft hem bovendien een bos rode rozen.
In eerste instantie heeft Cecile een hekel aan Quaerts, een sportman die de reputatie heeft een Don Juan te zijn. Ze is boos op hem als hij zijn visitekaartje laat bezorgen na hun eerste ontmoeting bij haar zuster. Een paar dagen later brengt Quaerts haar onverwacht een bezoek. Daarna is Cecile toch zo nieuwsgierig geworden dat ze besluit dat ze hem nogmaals wil zien. Een tijdje later ontmoet Cecile Quaerts weer op een diner. Als ze naast elkaar aan tafel zitten, ontstaat er een intens contact tussen hen. Dan blijkt Cecile echter tegenover de vrouw te zitten die als maîtresse van Quaerts wordt genoemd, wat weer een domper op haar gevoelens is. Als Cecile na het diner weer thuis is, weet ze dat ze Quaerts nu echt liefheeft.
Een paar dagen later brengt Quaerts weer een bezoek aan Cecile. Ze bewondert zijn verschijning als sportman en smelt van loomheid. Tijdens hun gesprek vertelt Quaerts over zijn twee kanten, over zijn ziel en over het beest in hem. Quaerts plaatst Cecile hoog boven zichzelf, maar dit doet Cecile pijn omdat zij zichzelf juist ziet als een nederige vrouw van liefde.
Daarna laat Quaerts drie weken niet van zich horen. In die periode ziet hij wel zijn maîtresse, en gaat hij op stap met zijn vrienden, waarbij zij zo de beest uithangen dat de politie erbij moet komen. Als Quaerts Cecile weer opzoekt bekent hij zijn zonden en noemt hij haar een Madonna. Hij vraagt om vergeving. Zij vraagt hem om niet met haar te dwepen. Op dat moment krijgt Quaerts in de gaten dat zij hem liefheeft, desondanks omhelst hij haar niet en ook toont hij geen tederheid.
Weer blijft Quaerts drie weken weg. Als hij weer bij Cecile komt, is het voorjaar geworden. Als hij bij haar is, is Quaerts zo intens gelukkig dat hij naar niets anders verlangt dan alleen maar bij haar te zijn. Quaerts merkt niet dat Cecile verdriet heeft, door de wellust die in haar is. Toch voelt Cecile geluk als ze samen een wandeling maken, ’s avonds in het donker. Beiden voelen zich op dat moment gelukkig; dit is hun ogenblik van extase. Cecile openbaart hem dan de ware aard van haar liefde voor hem. Na hun wandeling, waarbij ze een tijd op een bank zitten in een donker bos, Quaerts geknield voor haar, brengt hij haar thuis.
De weken daarna komt Quaerts niet meer bij Cecile aan huis. Zij komt hem soms bij toeval tegen. Uiteindelijk ontvangt Cecile een brief van Quaerts, waarin hij te kennen geeft haar niet meer te willen zien. De reden is dat hij het heilige geluk, dat hij tijdens hun avondwandeling heeft ervaren, niet wil bezoedelen. Cecile stort zich in haar verdriet. Dan komt Jules bij Cecile langs. Hij vraagt namens Quaerts of deze haar nog eenmaal mag bezoeken, voordat hij een grote reis gaat maken. Cecile stemt daarmee in. 
Als Quaerts komt, veinst Cecile dat zij al over haar verdriet heen is. Bijna ontstaat er weer hartstocht tussen hen, maar uiteindelijk weert ze hem toch af, waarna Quaerts vertrekt. Cecile berust in deze afloop van hun contact, in de wetenschap dat zij Quaerts eenmaal het grootste geluk heeft kunnen geven.

## Inspiratie

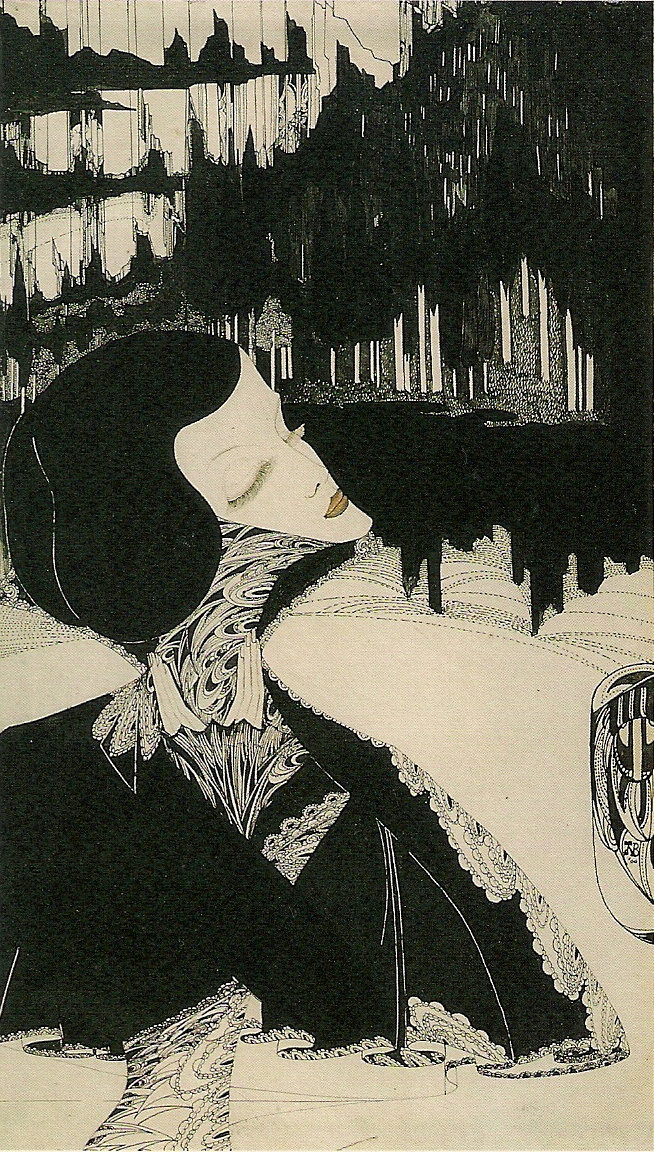
Carel de Nerée tot Babberich, Inleiding tot Extaze (1900-01)

De kunstenaar Carel de Nerée tot Babberich (1880-1909) heeft in latere jaren verschillende illustraties gemaakt waarvoor hij zich liet inspireren door deze roman van Couperus; naast de "Inleiding tot extaze" is er ook een portret getekend van de jonge Jules die aan de piano speelt.

## Trivia
- De opdracht van het boek luidt ‘’Aan het Geluk en het Leed tezamen.’’
- In 2011 werd het Haags literaire tijdschrift Extaze opgericht, waarvan de naam aan deze roman ontleend is.

### Vertalingen
Duits
- Extase. Ein Buch vom Glück. Novelle. Dresden, 1894. (Vertaling: Freia Norden)
- Ekstase. Roman. Stuttgart [etc.], 1895. (Vertaling: Ida Frick)

Engels
- Ecstasy. A study of happiness. London, [1892]. (Vertaling: A. Teixeira de Mattos en John Gray)

Frans
- L'extase, Wierde, Editions Martagon, 2023 (Vertaling : Christian Marcipont)